# Орден Милана Растислава Штефаника
Орден Милана Растислава Штефаника (чеш. Řád Milana Rastislava Štefánika) — чешская и словацкая награда, учреждённая президентом Чешской и Словацкой Федеративной Республики Вацлавом Гавелом для «признания выдающегося вклада в оборону и безопасность Чешской и Словацкой Федеративной Республики». Назван в честь словацкого политика Милана Растислава Штефаника. Вручался в 1991—1992 годах.
| Орденские планки | Орденские планки | Орденские планки | Орденские планки | Орденские планки |
| ---------------- | ---------------- | ---------------- | ---------------- | ---------------- |
| I степень        | II степень       | III степень      | IV степень       | V ступень        |